# Slanted and Enchanted
Slanted and Enchanted es el primer disco del grupo estadounidense de rock indie Pavement. El disco fue distribuido a los críticos a principios de 1991 antes de su publicación oficial; la distribución original de la tirada de estos discos no estaba producida por la banda al completo pues varios de sus miembros se unieron durante el proceso de producción del disco. Se dice que la forma de tocar la batería de Gary Young era tan frágil que Bob Nastanovich le sustituyó, además de trabajar como agente para las giras. En 2003, el disco fue colocado en el puesto 134 de la lista de la revista Rolling Stone de los 500 discos más grandes de todos los tiempos.
Una versión extensa del disco, de dos CD, Slanted and Enchanted: Luxe & Reduxe, salió en 2002. Junto a los 14 temas originales, contenía 10 canciones adicionales de las sesiones de grabación del disco uno, y el disco dos estaba compuesto por el Ep de cuatro temas Watery, Domestic EP, junto a otras siete canciones de las sesiones de grabación, y 13 temas en directo (de un concierto en la Brixton Academy de Londres del 14 de diciembre de 1992).
El nombre del disco procede de título de un dibujo creado por el líder de Silver Jews, David Berman. También es una alusión a una frase del famoso poema de Samuel Taylor Coleridge, Kubla Khan.
En 2007, el disco había vendido 150.000 copias.
Se grabaron videos musicales para los temas Here y Perfume-V, pero no se emitieron en MTV y se fueron incluidos posteriormente en el DVD Slow Century.

## Listado de canciones
1. "Summer Babe (Winter Version)"  – 3:16
2. "Trigger Cut/Wounded-Kite At :17"  – 3:16
3. "No Life Singed Her"  – 2:09
4. "In the Mouth a Desert"  – 3:52
5. "Conduit for Sale!" – 2:52
6. "Zurich Is Stained"  – 1:41
7. "Chesley's Little Wrists"  – 1:16
8. "Loretta's Scars"  – 2:55
9. "Here"  – 3:56
10. "Two States"  – 1:47
11. "Perfume-V"  – 2:09
12. "Fame Throwa"  – 3:22
13. "Jackals, False Grails: The Lonesome Era"  – 3:21
14. "Our Singer"  – 3:09